# Valle del Fiume Argentino
Valle del Fiume Argentino este o arie protejată (arie specială de conservare — SAC, sit de importanță comunitară — SCI) din Italia întinsă pe o suprafață de 4.295 ha, integral pe uscat.

## Localizare
Centrul sitului Valle del Fiume Argentino este situat la coordonatele 39°48′01″N 15°57′09″E / 39.800278°N 15.9525°E.

## Înființare
Situl Valle del Fiume Argentino a fost declarat sit de importanță comunitară în septembrie 1995 pentru a proteja 22 de specii de animale. Situl a fost protejat și ca arie specială de conservare în iunie 2017.

## Biodiversitate
Situată în ecoregiunea mediteraneană, aria protejată conține 9 habitate naturale: Pante stâncoase calcaroase cu vegetație casmofită, Galerii de Salix alba și de Populus alba, Păduri de pin (sub-) mediteraneene cu pini negri endemici, Păduri de fag din Apenini cu Taxus și Ilex, Izvoare petrifiante cu formare de travertin (Cratoneurion), Păduri pe pante, grohotișuri și ravene de Tilio-Acerion, Păduri de Quercus ilex și Quercus rotundifolia, Păduri de pin oro-mediteraneene de altitudine, Păduri aluvionare cu Alnus glutinosa și Fraxinus excelsior (Alno-Padion, Alnion incanae, Salicion albae).
La baza desemnării sitului se află mai multe specii protejate:
- păsări (10): potârnichea de stâncă (Alectoris graeca), acvilă de munte (Aquila chrysaetos), ciocănitoare neagră (Dryocopus martius), șoim călător (Falco peregrinus), muscar-gulerat (Ficedula albicollis), sfrâncioc roșiatic (Lanius collurio), Leiopicus medius, ciocârlie de pădure (Lullula arborea), viespar (Pernis apivorus), mugurarul (Pyrrhula pyrrhula)
- amfibieni (2): Bombina pachypus, Salamandrina terdigitata
- mamifere (6): lupul (Canis lupus), vidră de râu (Lutra lutra), liliac cu aripi lungi (Miniopterus schreibersii), liliacul mediteranean cu potcoavă (Rhinolophus euryale), liliacul mare cu potcoavă (Rhinolophus ferrumequinum), liliacul mic cu potcoavă (Rhinolophus hipposideros)
- nevertebrate (3): Cordulegaster trinacriae, Osmoderma italicum, Rosalia alpina
- reptile (1): șarpele cu patru dungi (Elaphe quatuorlineata)

Pe lângă speciile protejate, pe teritoriul sitului au mai fost identificate 4 specii de plante, 4 specii de amfibieni, 10 specii de mamifere, 4 specii de nevertebrate, 9 specii de reptile.